# سيرجيو روسي
سيرجيو روسي هي شركة أحذية نسائية إيطالية تنتج أيضًا حقائب اليد والإكسسوارات الأخرى. تشتهر العلامة التجارية بحرفية وتصاميم أنثوية. كانت علامة سيرجيو روسي مملوكة لمجموعة كرينج الفرنسية حتى تم بيعها لشركة الاستحواذ الإيطالية انفست إندستريال في ديسمبر 2015.

## التاريخ

### التأسيس

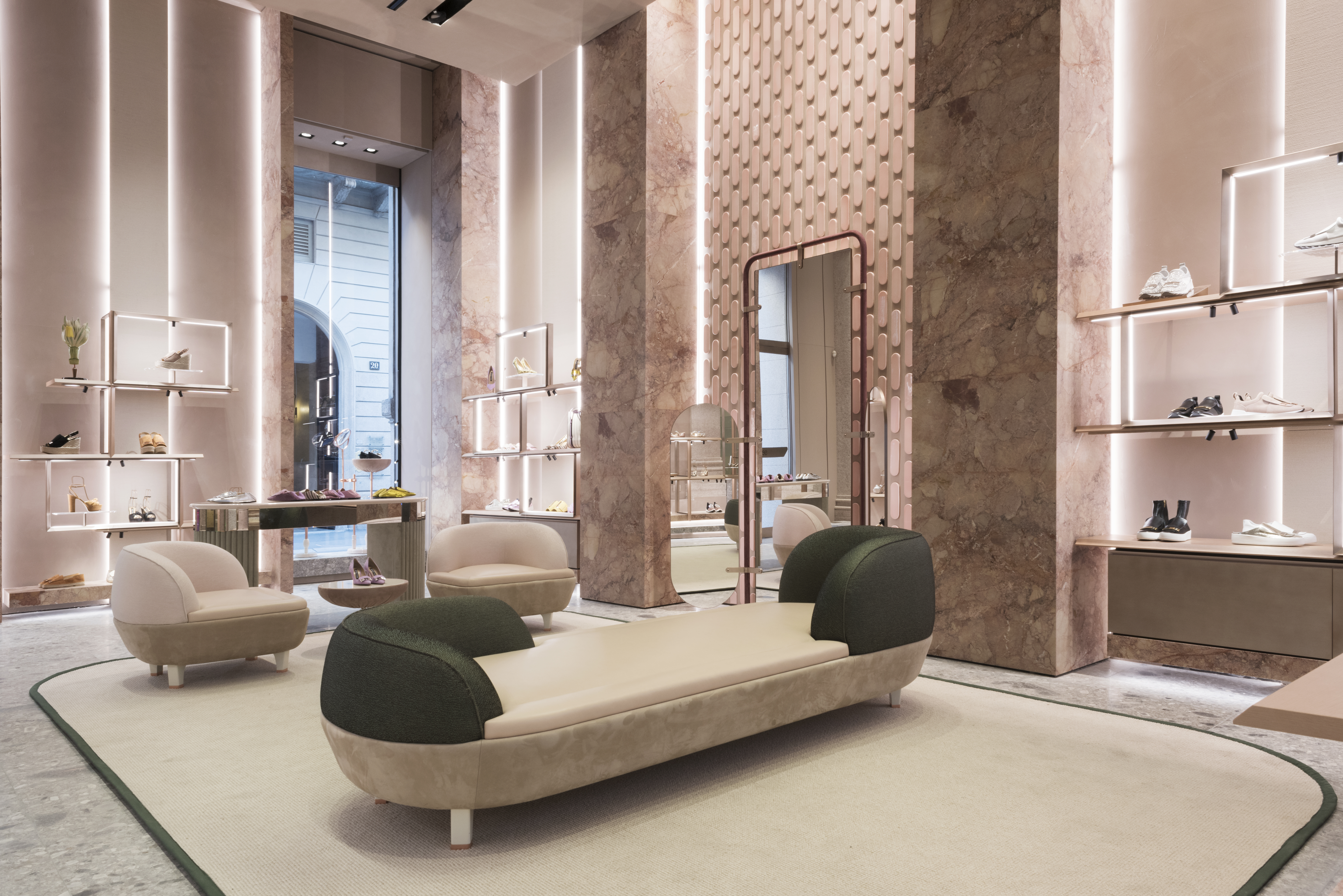
بوتيك سيرجيو روسي ، عبر مونتينابوليوني

سيرجيو روسي في عام 1935  في بلدة سان ماورو باسكولي في منطقة رومانيا في إيطاليا. ورث عن والده، صانع أحذية، أدوات وتقاليد حرفي. بنى روسي مصنعه في سان ماورو باسكولي في عام 1951، في السنوات الأولى، عمل خلال فصل الشتاء لصنع الصنادل التي سيبيعها لاحقًا على شواطئ ريميني والبوتيكات في بولونيا. أحد هذه النماذج، كان أوبانكا أحد أكثر النماذج شعبية. بعد عامين، تم إنتاج أول حذاء يحمل توقيع سيرجيو روسي، بمناسبة أول مجموعة رسمية. وفقًا لشركة فوغ، خلال الستينيات، أصبحت الشركة «مرادفة بسرعة للجودة الإيطالية والتصميمات الأنثوية الكلاسيكية».
توفي روسي في 3 أبريل 2020.

### تطوير الشركة
أصبحت أحذية سيرجيو روسي معروفة باستخدامها للهندسة والألوان. نمت شعبية العلامة التجارية في السبعينيات وما بعدها، من خلال التعاون مع مصممي الأزياء، بما في ذلك دولتشي أند غابانا، فيرزاتشي، و عز الدين علية. أصبحت أحذية سيرجيو روسي الدعامة الأساسية في عروض أزياء ميلانو. في عام 1980، بدأت العلامة التجارية في التوسع، وافتتح أول متجر يحمل اسمه في أنكونا، ثم افتتحت متاجر في تورينو وفلورنسا وروما وبروكسل ومدينة نيويورك ولوس أنجلوس ولندن. افتتحت العلامة التجارية أيضًا صالة عرض في ميلانو عام 1995.
في عام 1999، اشترت قسم فاخرة PPR، المعروفة سابقًا باسم مجموعة غوتشي، حصة 70٪ في الشركة مقابل 96 مليون دولار تقريبًا. بعد 6 سنوات، في عام 2005، اشترت PPR نسبة 30 ٪ المتبقية، مع التحكم الكامل في العلامة التجارية. في عام 2015، تم بيع الشركة إلى شركة إنفست إندستريال، وهي شركة مساهمة خاصة تمتلك أيضًا أستون مارتن. كان فرانشيسكو روسو المدير الإبداعي بين عامي 2008 و 2013 عندما أصبح أنجيلو روجيري مدير التصميم، حيث شغل هذا المنصب حتى عام 2016. في عام 2016، أصبح أندريا مورانتي رئيسًا للشركة، والرئيس التنفيذي ريكاردو شيوتو.

## التصميم
تأخذ أحذية سيرجيو روسي ما لا يقل عن 120 خطوة مختلفة و 14 ساعة لتصميمها. كتبت وول ستريت جورنال عن العملية التي تقول: «إن بناء حذاء يتضمن مسدسات مسمار عالية الضغط، ومسامير، وصمغًا جافًا بالحرارة، والصنفرة، والرسم، والتلميع، والإزميل، والكثير من الآلات الصاخبة. يتم تمديد الجلد والمواد الأخرى حول الماضي، ثم تسمر وتلصق وتشكل في طبقات.»
في عام 2009، في خطوة لإثبات أن السلع الفاخرة والأزياء يمكن دمجها مع الاستدامة، أطلق سيرجيو روسي المضخة البيئية، وهو حذاء موضة قابل للتحلل البيولوجي مصنوع من الخشب السائل (المشتق من اللجنين) في الكعب والنعل، والجزء العلوي من الجلد المدبوغ باستخدام دباغة حساسة للبيئة. في عام 2015، اشترك سيرجيو روسي مع إيكو إيج لتطوير مجموعة السجاد الأخضر من تصاميم الملابس المستدامة بيئياً.
ينتج سيرجيو روسي أيضًا حقائب اليد الجلدية، وفي عام 2012 أطلقت مجموعة أحذية الزفاف الخاصة بها.

## الحملات
استلهمت الحملات الإعلانية المبكرة لسيرجيو روسي من عمل هيلموت نيوتن، باستخدام لقطات منخفضة الزاوية لتسليط الضوء على طول الساقين والجسم، والتركيز على ارتفاع وشكل الكعب. في عام 2012، أصدرت الشركة فيلمًا قصيرًا بعنوان Skin to Skin، بالتعاون مع المخرج لوكا جوادانيينو.

## روابط خارجية
- الموقع الرسمي